# روبوت طبي

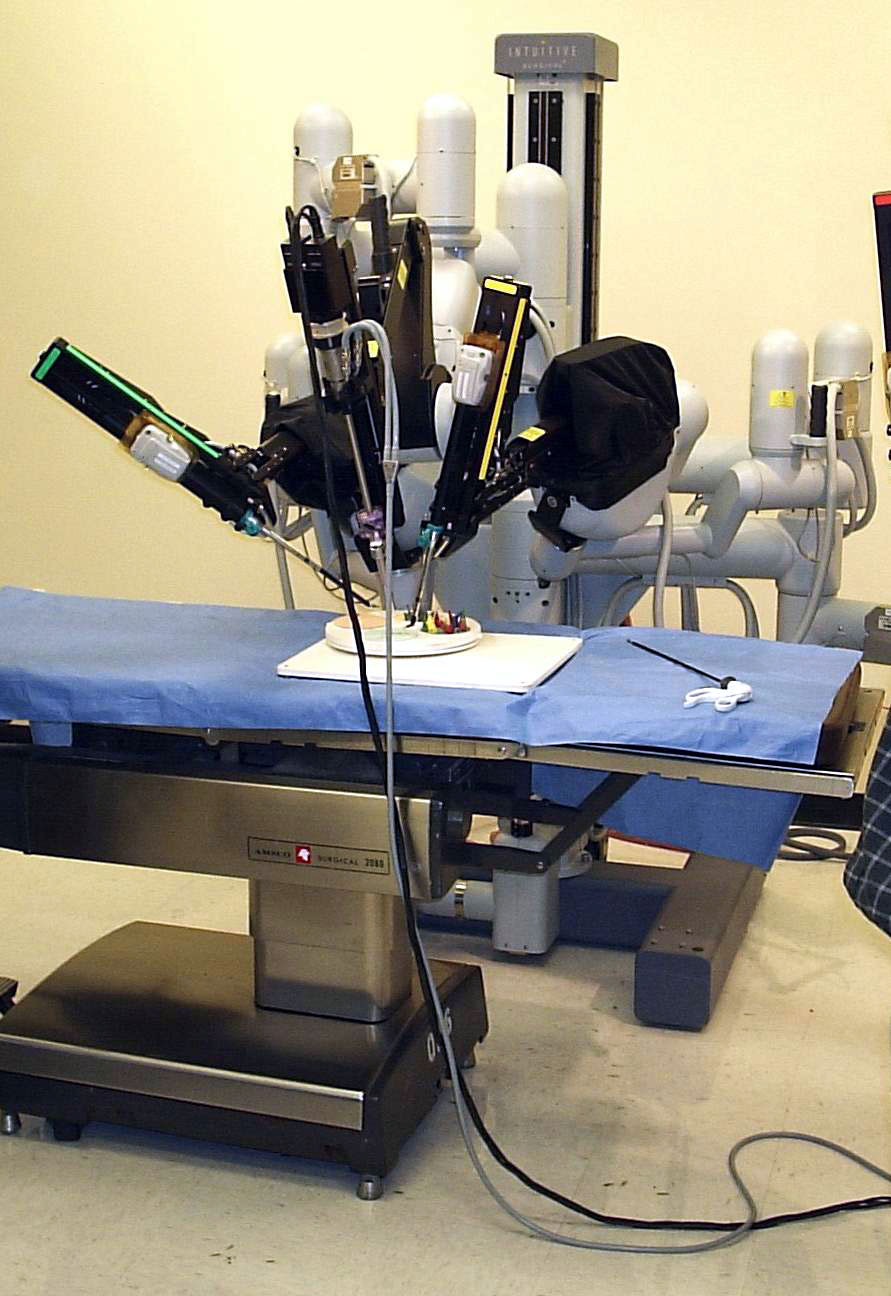
آلة الجراحة الروبوتية بالمنظار.عربة من جانب المريض لنظام دافينشي الجراحي.

الروبوت الطبي (بالإنجليزية: Medical robot)‏ هو روبوت يستخدم في العلوم الطبية ويشمل الروبوت الجراحي والتي تستخدم إجراءات الجراح على جانب واحد في أغلب أجهزة المعالجة عن بعد لتتحكم بالمستجيب في الجانب الأخر.

## الانواع
- الروبوت الجراحي: إما أن ينفذ العمليات الجراحية بدقة أكبر من الجراحة بدون مساعدة الطبيب الجراح أو ينفذ بالجراحة عن بعد بدون تواجد الطبيب الجراح مع المريض.
- روبوت إعادة التأهيل: يسهل ويدعم حياة العاجزين أو المسنين أو الذين يعانون من خلل وظيفي في أعضاء الجسم الذي من الممكن أن يؤثر على حركتهم، ويستخدم هذا الروبوت أيضا لإعادة التأهيل والإجراءات المتعلقة به كـالتدريب والعلاج.
- الروبوت الحيوي: مجموعة من الألات صممت لمحاكاة الإدراك البشري والحيواني.
- روبوت التواجد عن بعد: يسمح للمحترفين طبيا بالتحرك والنظر حول المكان والتواصل والمشاركة من مواقع بعيدة.
- أتمتة الصيدلية: هي أنظمة آلية تغني عن الأقراص المتناولة عن طريق الفم في إطار صيدلية البيع بالتجزئة أو تحضير مخاليط الحقن الوريدي المعقم في إطار صيدلية المستشفى.
- الروبوت المرافق: لديه قدرة على المشاركة العاطفية مع المرضى ومرافقتهم وتنبيههم عند وجود أي مشكلة في صحتهم.
- روبوت التعقيم: لديه القدرة على تعقيم غرفة بأكملها في دقائق قليلة ويستخدم عامة ضوء الأشعة النابضة فوق البنفسجية حيث أصبحت تستخدم أيضا لمكافحة مرض فيروس الإيبولا.